# Dohrniphora thailandensis
Dohrniphora thailandensis är en tvåvingeart som beskrevs av Ronald Henry Lambert Disney 2006. Dohrniphora thailandensis ingår i släktet Dohrniphora och familjen puckelflugor.
Artens utbredningsområde är Thailand. Inga underarter finns listade i Catalogue of Life.